# Indigofera scabrida
Indigofera scabrida är en ärtväxtart som beskrevs av Stephen Troyte Dunn. Indigofera scabrida ingår i släktet indigosläktet, och familjen ärtväxter. Inga underarter finns listade i Catalogue of Life.